# Kleine grijze kiwi
De kleine grijze kiwi (Apteryx owenii) behoort net als de andere soorten kiwi's tot de zogenaamde Paleognathae met vijf andere ordes: tinamoes, struisvogels, nandoes, kasuarissen en emoes. De meeste soorten zijn loopvogels die in het skelet (kaak en borstbeen) en in het DNA kenmerken vertonen die bij andere vogels ontbreken. De kleine grijze kiwi komt anno 2011 nog voor op vijf eilanden rond het Noordereiland en het uiterste noorden van het Zuidereiland van Nieuw-Zeeland.
In de Maori-taal heet deze kiwi “kiwi pukupuku”

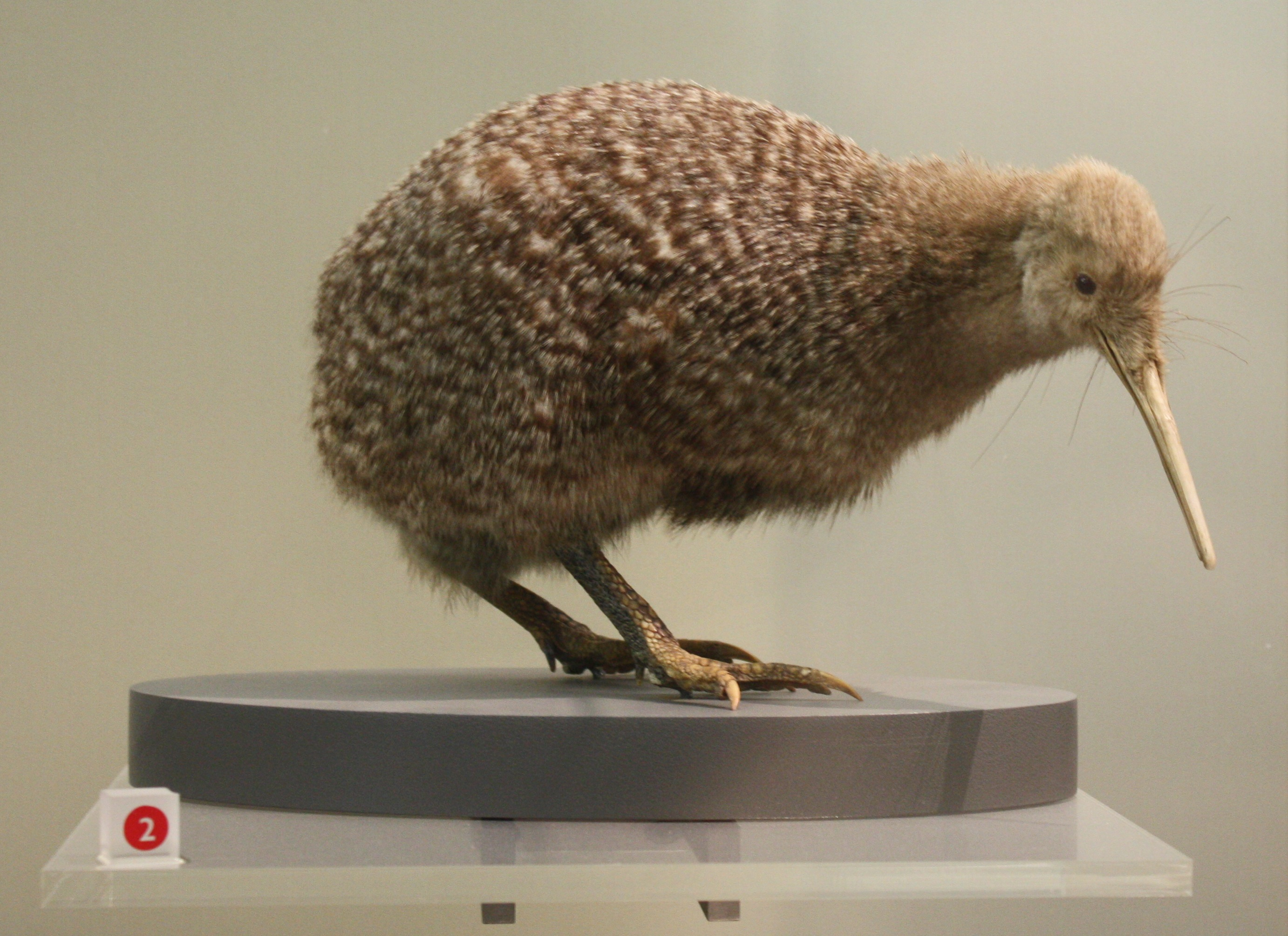
Opgezet museumexemplaar

## Leefwijze
De kleine grijze kiwi is een nachtdier en kan niet vliegen.
Hij graaft met zijn lange snavel in de grond op zoek naar insecten en andere ongewervelden. Hij eet soms ook bessen van de grond.

## Voortplanting
Beide ouders graven een kuiltje en bedekken het met plantaardig materiaal; dit is het nest. Het vrouwtje legt een of twee eieren, die door het mannetje uitgebroed worden. Daarna zorgen ze ongeveer vier weken voor de jongen. Het ei is reusachtig in vergelijking met de grootte van het vrouwtje: 26% van haar lichaamsgewicht.

## Beschrijving
De kleine grijze kiwi is 35 tot 45 cm lang, het vrouwtje groter dan het mannetje. Het gewicht is 1,9 kg (vrouwtje) en 0,9 kg (mannetje). De snavel is ivoorkleurig, met twee "neusgaten" aan het eind. Het verenkleed is bleekgrijs en fijn gemarmerd, maar het uiterlijk is ruigharig (zoals bij alle soorten kiwi's.)
De Latijnse soortnaam van de vogel verwijst naar de Britse zoöloog en anatoom Richard Owen.

## Leefgebied en status als bedreigde diersoort

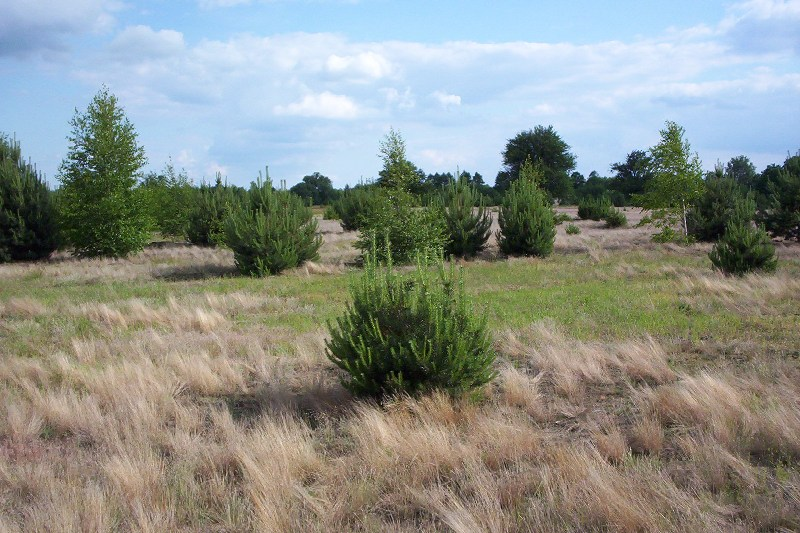
Ruigtevegetatie in de overgangsfase van bouwland naar bos

Rond 1875 was de kleine grijze kiwi een algemene soort in het westen van het Zuidereiland. Er bestond een levendige handel in geschoten exemplaren voor collecties en de dieren vielen ten prooi aan de honden en katten van de Europese kolonisten.
De grote grijze kiwi is een vogel die nu nog voorkomt in natuurreservaten op kleine eilanden in oud bos en ruigtevegetaties in de overgangsfase van bouwland naar bos (zie foto en kaartje).
In 1988 werd de kleine grijze kiwi als een bedreigde soort beschouwd, in 1994 werd de status "verlaagd" naar kwetsbaar. In 1996 werd het totale aantal op 1100 exemplaren geschat. Dankzij effectieve bescherming neemt het aantal langzaam toe, mogelijk waren er 1200 exemplaren in 2006. In 2008 werd de status daarom verder verlaagd naar gevoelig, vanwege het nog steeds kleine aantal van de wereldpopulatie.
De kleine grijze kiwi komt in het wild voornamelijk voor op een aantal kleine eilanden vlakbij de twee hoofdeilanden van Nieuw-Zeeland (zie kaartje) en in enkele afgeschermde natuurreservaten op het zuideiland. In 2025 werd aan de westkust van het Zuidereiland een wild exemplaar gevonden, een vrouwtje. Dit was de eerste waarneming van een wild exemplaar op het vasteland sinds 1978.